# Euscelidia moyoensis
Euscelidia moyoensis är en tvåvingeart som beskrevs av H. Oldroyd 1970. Euscelidia moyoensis ingår i släktet Euscelidia och familjen rovflugor.
Artens utbredningsområde är Kongo. Inga underarter finns listade i Catalogue of Life.